# سلاح الجو الألماني
لوفتفافه (بالألمانية: Luftwaffe)  أو سلاح الجو هو فرع القوات الجوية من القوات المسلحة لجمهورية ألمانيا الاتحادية «بوندسفير-Bundeswehr»، بالعربية: الدفاع الاتحادي، إلى جانب القوات البحرية، والقوات البرية.

## التكليف والمهمة
يساهم سلاح الجو بقدراته الخاصة بالقتال الجوي في انجاز المهام المكلفة بها قوات الدفاع الإتحادية الألمانية.
في هذا الإطار:
- هو مكلف بمراقبة وحماية المجال الجوي لألمانيا، إذ تقوم تشكيلاته بتنفيذ المهام اللازمة لصون السيادة الجوية.
- يقدم مساهمات قومية للبحث والإنقاذ وعمليات الإجلاء.
- يساهم في إطار الأنشطة الرامية لإدارة الأزمات والصراعات العالمية.
  - من أجل ضمان قدرة التحرك السياسي عبر القدرة على التصعيد أو التهدئة.
  - لتوفير حماية للقوات المستخدمة، من أي تهديدات من الجو.
  - بالدعم القتالي للعمليات العسكرية التي يقوم بها الجيش والبحرية.
  - بمكافحة الأهداف ذات الأهمية الاستراتيجية، من الجو.
  - عبر المشاركة بتقديم المساعدة الإنسانية أو الاشتراك في بعثات حفظ السلام التابعة للأمم المتحدة.
- يساعد مشاريع تعاون، خاصة مع بلدان أوروبا الوسطى والشرقية.
- يدعم تدابير للحد من التسلح وبناء الثقة.[3]

## التنظيم والقيادة
يقف المفتش العام لسلاح الجو في وزارة الدفاع الاتحادية على رأس القوات الجوية. وهو يخضع في منصبه كقيادي للقوة العسكرية مباشرة لوزير الدفاع الاتحادي. يدعم المفتش موظفو قيادة سلاح الجو، وهي هيئة تابعة للوزارة في بون. تقسم قيادة سلاح الجو إلى قسمين:
1. القيادة العامة لمؤسسات قيادة سلاح الجو LwFüKdo
2. سلطة سلاح الجو LwA

كلاهما يتواجد مقرهما في مدينة كولونيا-فان.

### القيادة العامة لسلاح الجو
بالألمانية: Luftwaffenführungskommando
اختصاراً: LwFüKdo

#### مهام
تخضع كافة تشكيلات سلاح الجو للقيادة العامة لسلاح الجو. وهي الهيئة المكلفة بتجهيز العناصر المدربة والمعدات اللازمة للقوات الجوية. إلا أنها ليست لديها الطاقة أو التكليف لقيادة ميدانية للقوات التابعة لها. هذه القيادة الميدانية في حالة المعارك توكل إلى قيادة مشتركة من حلف شمال الأطلسي (الناتو) أو الإتحاد الأوروبي. هناك قطاعات كبيرة من سلاح الجو مكلفة بمهام إسناد للناتو حتى في أوقات السلم.

#### الوحدات والإدارات التابعة
- القيادة الأولى - شعبة سلاح الجو
  - منطقة العمليات الأولى

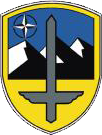
Kdo 1. LwDiv
الشعبة الأولى في فرستن فلد بروك.

  - الفرقة الصاروخية الخامسة للدفاع الجوي (الوحدات 22 و 23)
  - سرب القاذفات المقاتلة الثاني والثلاثون
  - سرب الاعتراض الرابع والسبعون (سابقا «مولدر» (نسبة إلى فيرنر مولدر 1913-1941, ضابط طيار))
  - قيادة التدريب التكتيكية لسلاح الجو في ديتسيمومانّو (Decimomannu), إيطاليا (سردينيا) [4]
  - المشاركة الألمانية في نظام الإنذار المبكر والتحكم للناتو

- القيادة الثانية - شعبة سلاح الجو
  - منطقة العمليات الثالثة

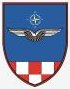
Kdo 2. LwDiv
الشعبة الثانية في بيركن فلد

  - الفرقة الصاروخية الثانية للدفاع الجوي «مكلنبورج-فوربومرن» (الوحدات 21 و 24)
  - سرب القاذفات المقاتلة الواحد والثلاثون -بولكه (ألماني: Boelcke)
  - سرب القاذفات المقاتلة الثالث والثلاثون
  - سرب الاعتراض الثالث والسبعون -شتاينهوف (ألماني: Steinhoff)

- القيادة الرابعة - شعبة سلاح الجو
  - منطقة العمليات الثانية والرابعة

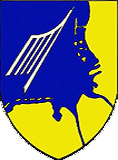
Kdo 4. LwDiv
الشعبة الرابعة في آوريخ

  - الفرقة الصاروخية الأولى للدفاع الجوي «شليسفيغ-هولشتاين» (الوحدات 25 و 26)
  - سرب الاعتراض الواحد والسبعون - ريختهوفن (ألماني: Richthofen)
  - سرب الاستطلاع الواحد والخمسون - إمِلمان (ألماني: Immelmann)
  - فوج سلاح الجو لحماية المنشآت - فريزلاند (ألماني: Friesland)

- قيادة النقل الجوي

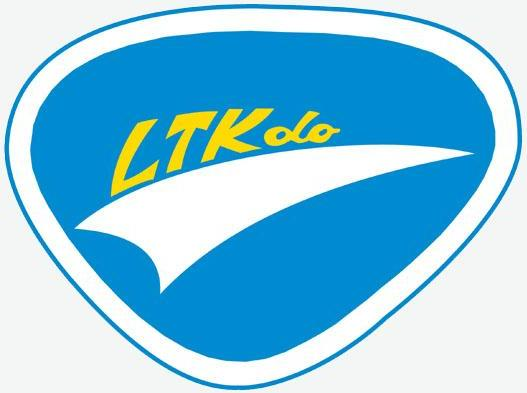
LTKdo
قيادة النقل الجوي في مونستر

  - خدمة طيران وزارة الدفاع الاتحادية
  - سرب النقل الجوي 61
  - سرب النقل الجوي 62
  - سرب النقل الجوي 63

KdoOpFüLuSK
قيادة القوات الجوية وإدارة العمليات في كالكار

- قيادة القوات الجوية وإدارة العمليات
- المركز القومي للدفاع الجوي (FüZNatLV) كجزء من مركز القيادة القومية العسكرية
- قيادة دعم القوات الجوية (FüUstgBerLw)
- خدمات أخرى:
  - المساهمة الألمانية (DtA) في المراكز الدولية، مثل مقر القيادة الجوية في رامشتاين وفرقة الدفاع الجوي الموسعة (الاميركية / الهولندية / الألمانية) ومجموعة الطيران الأوروبية.
  - عناصر لتنظيم اتصالات سلاح الجو مع الجيش والبحرية، مثل الفيلق الأوروبي أو قيادة اركان الاسطول.
  - مركز المكافحة الإلكترونية لمنظومات الأسلحة الطائرة.
  - مركز تطوير الاساليب والتقنيات والاجراءات.

### سلطة سلاح الجو

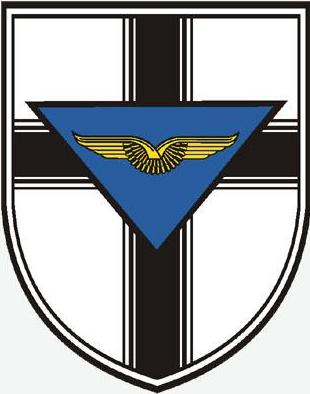
LwA
سلطة سلاح الجو في كولونيا-فان

بالألمانية: Luftwaffenamt
اختصارا: LwA

#### مهام
يشمل مجال عمل سلطة سلاح الجو على خدمات الدعم للوحدات الميدانية، وعلى مهام رئيسة للقوات الجوية وبعض المهام المتخصصة، أيضا في مجالات أخرى لقوات الدفاع الإتحادية. المهام بالتفصيل هي:
- هيكلية شؤون الموظفين/ تخطيط التنظيم، التعامل مع الصحافة وإدارة العلاقات العامة ومراقبة سلاح الجو كمهام مركزية.
- الاستخدام العملي للأسلحة الملائمة: تسليح، إدارة المواد، التشغيل، وصيانة المعدات المحصورة بالاستخدام العسكري الجوي.
- خدمة قيادة القوات و/أو إدارة تخصصية للمدارس والمؤسسات التعليمية والتدريبية التابعة لسلاح الجو و/أو لقوات الدفاع الإتحادية.
- مهام متخصصة لقوات الدفاع الإتحادية بكاملها: عمليات الطيران، وطب وسلامة الطيران في جميع القوات المسلحة وفي مجالات التنظيم.

تخضع سلطة سلاح الجو من أجل القيام بعملها لإمرة القيادة العامة لسلاح الجو التي تتمتع بنفس الدرجة القيادية.

#### الوحدات والإدارات التابعة
يخضع لسلطة سلاح الجو من أجل تنفيذ تكليفه، كل من:

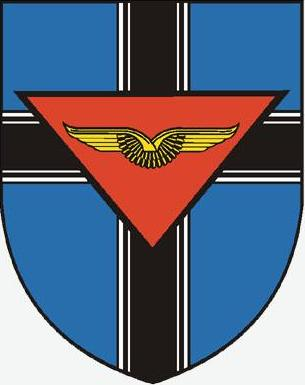
LwAusbKdo قيادة تدريب سلاح الجو في كولونيا-فان

- قيادة تدريب سلاح الجو - (LwAusbKdo)
  - كلية ضباط سلاح الجو (OSLw)
  - كلية ضباط صف سلاح الجو (USLw)
  - المدارس الفنية لسلاح الجو (TSLw 1 و3) مع فرقة سلاح الجو الموسيقية 1-4
  - فوج تدريب سلاح الجو (LwAusbRgt)
  - (من الناحية الفنية فقط) قيادة سلاح الجو الألماني في الولايات المتحدة الأمريكية/كندا مع
    - المساهمة الألمانية ضمن المشروع الأوروبي المشترك مع الناتو للتدريب على المقاتلات النفاثة (ENJJPT) (قاعدة شيبارد الجوية، ويتشيتا فولز بولاية تكساس)
    - مركز سلاح الجو لتدريب الطيارين، (قاعدة هولومان الجوية، ألاموغوردو، نيو مكسيكو)
    - سرب تدريب سلاح الجو الألماني الثاني (بنساكولا، فلوريدا)
    - سرب تدريب سلاح الجو الألماني الثالث (غوديير، أريزونا)
    - المركز التكتيكي لسلاح الجو للتعليم والتدريب على صواريخ الدفاع الجوي (فورت بليس، تكساس)

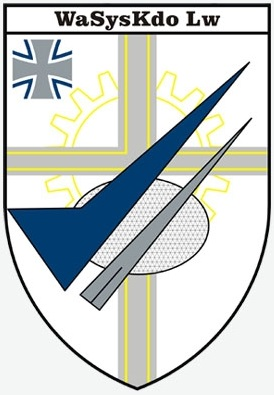
WaSysKdoLw قيادة سلاح الجو لأنظمة الأسلحة في كولونيا-فان

- قيادة سلاح الجو لأنظمة الأسلحة (WaSysKdoLw)
  - فوج سلاح الجو الأول للصيانة
  - فوج سلاح الجو الثاني للصيانة
  - مركز دعم أنظمة الأسلحة، من بين أمور أخرى مع
    - مركز دعم أنظمة (SysUstgZ) يوروفايتر والمروحيات
    - فرق لمتابعة مختلف أنواع الأسلحة التي تحت خدمة سلاح الجو أو المستقبلية.

- طبيب عام سلاح الجو

GenArztLw طبيب عام سلاح الجو في زيغبورغ

  - معهد سلاح الجو لطب الطيران (فورستن فلد بروك، مانخينغ، كونغسبروك قرب درسدن، بوكِبورغ)
  - أطباء الطيران المسؤولين في سلاح الجو، الجيش والبحرية
- سلطة مراقبة الحركة الجوية للجيش الألماني (AFSBw)
- فريق الدعم الجوي في كولونيا-فان
- مركز سلاح الجو للمراجعات القانونية
- خدمات أخرى: روابط ألمانية عديدة مع مؤسسات لوجيستية وصناعية، قومية كانت أو عالمية.

### تصنيف القوات
يتمتع سلاح الجو بتخصيص نسبي بدل التخصيص الثابت في ما يتعلق بتوزيع تصنيف القوى المسلحة (قوات التدخل / قوات فرض الاستقرار / قوات الدعم). يتمثل الهدف الأساسي في تجهيز وحدات فاعلة بدرجات معينة إضافة للتنظيمات المطلوبة.

### مجالات الخدمة
موازاة مع قطاعات الجيش، يمكن تقسيم سلاح الجو إلى مجالات الخدمات التالية:

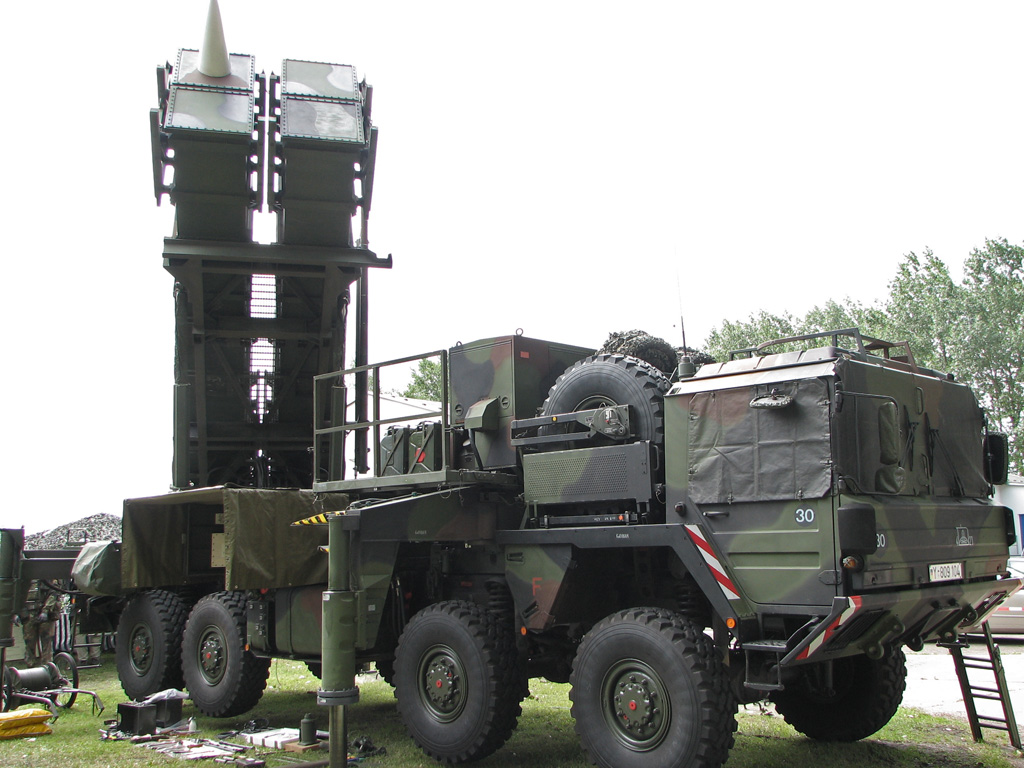
منظومة باتريوت ألمانية.

- خدمة صواريخ الدفاع الجوي: فرق صواريخ الدفاع الجوي الثلاثة مع نظام باترويت، تنقسم إلى نوعين من المجموعات المرتبطة بنوعية الأسلحة، وهي في وضع يمكنها من حماية المجالات الجوية المسندة إليها ضد الطائرات والمروحيات والطائرات من دون طيار في جميع نطاقات الارتفاعات. ستؤدي التحسينات الحالية على أنظمة السلاح المتوفرة إلى تحسين قدرتها على التصدي للصواريخ التكتيكية الباليستية.
- خدمة الطيران: تنقسم أسراب خدمة الطيران إلى وحدات مقاتلة وأخرى تتكقل بتأمين النقل الجوي.
  - ثلاثة أسراب للنقل الجوي تؤمن بواسطة طائرات Transall C-160 و Bell UH-1D تزويد القطاعات في جميع المجالات تقريبا، التي تتواجد فيها قوات الدفاع الإتحادي. كما تساهم عن طريق الطائرات العمودية بخدمات البحث والإنقاذ في ألمانيا. وهناك فرع مسلح لعمليات البحث والإنقاذ (CSAR) قيد الإنشاء.
  - يؤدي قسم الطيران التابع لوزارة الدفاع مساهمات مهمة في اطار جميع مهمات القوات المسلحة الألمانية والحليفة من خلال الإخلاء السريع للعناصر المصابة (Strategic Air Medical Evacuation) بالتعاون مع الدائرة المركزية للخدمات الطبية لسلاح الجو. كما يتوفر لسلاح الجو مورد للحالات الطارئة عن طريق تحويل طائرات ايرباص A310 لطائرات التزويد بالوقود جوا.
  - تؤمن السيادة الجوية فوق ألمانيا عبر السربين الاعتراضيين 71 و 74، بالتعاون مع هيئة الخدمات التشغيلية. في الحالات العملية، يتم استخدام هذه القوات مع منظومات الأسلحة فانتوم F-4F ويوروفايتر EF 2000من أجل حماية المجال الجوي المسنود لها وفي اطار العمليات المتعلقة بذلك لمرافقة النقل الجوي والقوات المهاجمة. سرب الاعتراض 73 هو وحدة تدريب طياري اليوروفايتر من سلاح الجو الألماني والجيش الاتحادي النمساوي.

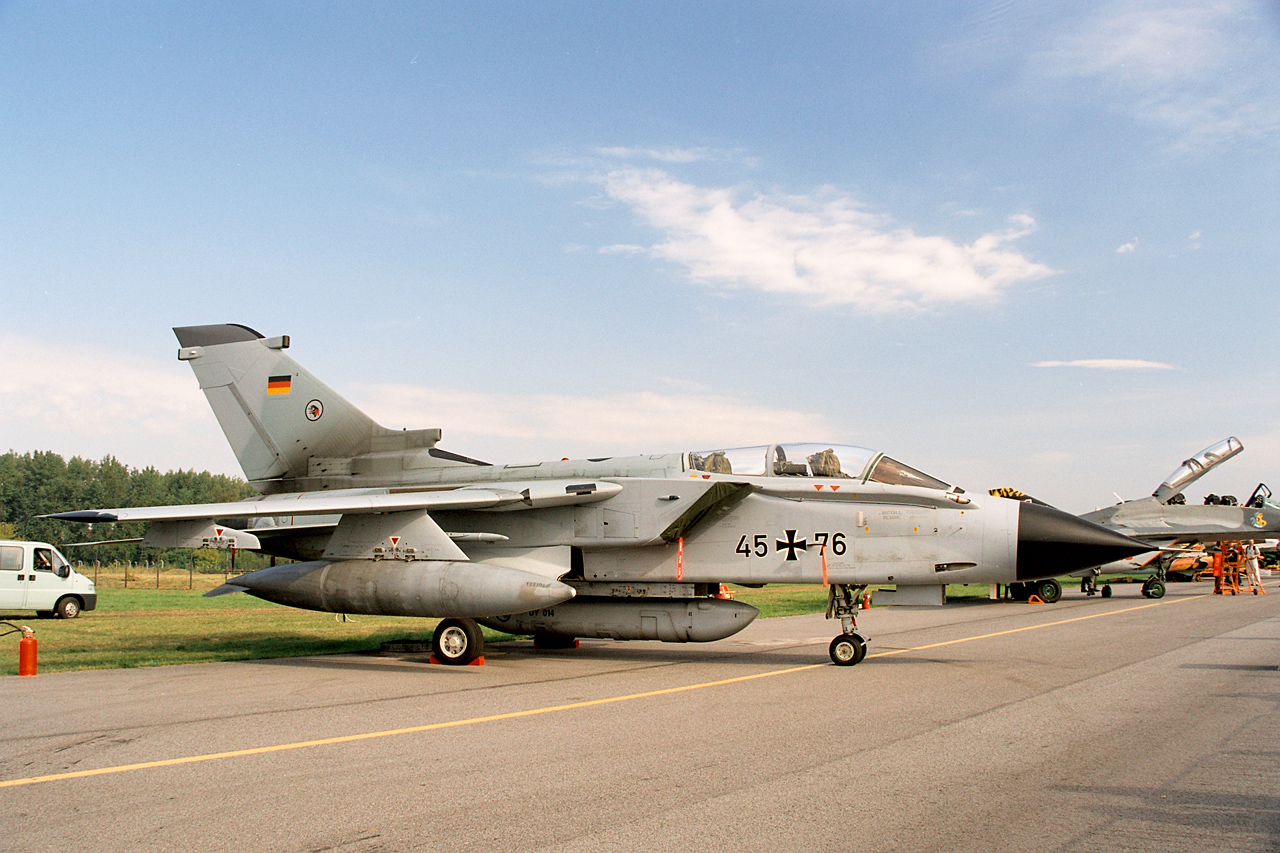
المقاتلة تورنادو

- - أسراب القاذفات التابعة لسلاح الجو مجهزة بمنظومة تورنادو للسلاح ومجموعة واسعة من المهام: تقديم الدعم للقوات البرية هو في الصدارة من خلال تحصين الأجواء والدعم الجوي، ولسلاح البحرية في إطار الحرب البحرية من الجو، وهي المسؤولية التي كانت في السابق ملقاة على عاتق سرب البحرية الجوي، ومحاربة القوات الجوية للعدو على الأرض. المهام الأخرى للقاذفات الألمانية هي تنفيذ هجمات إستراتيجية وضمان القدرة على استخدام أسلحة نووية في اطار خطة المشاركة النووية للناتو (فقط سرب القاذفات السرب 33). سيتم تجهيز أسراب القاذفات 31 و 33 في السنوات القادمة بنظام يوروفايتر من الأسلحة وتحويلها بعد ذلك، لإداء أدوار سواء في الهجوم الجوي أو الدفاع الجوي. أما سرب القاذفات 32 فسيستمر عبر استخدام منظومة تورنادو بضمان القدرة على مكافحة الدفاعات الجوية للعدو.
  - تؤمن قوى سرب الاستطلاع 51 تقييم نتائج الاستطلاع الجوي الإلكتروني والبصري (كما في حالة قوات ايساف ISAF في أفغانستان، على سبيل المثال)، أو حتى في حالة حدوث كوارث أو في إطار المساعدة المتبادلة داخل البلد.
- حماية المنشآت: تشمل حماية المنشآت من قبل سلاح الجو بالإضافة إلى تأمين الحماية بالمشاة، تأمين المنشآت والمواقع العسكرية، والتصدي لأخطار الأسلحة النووية والبيولوجية والكيميائية، والتخلص من الذخائر غير المنفجرة، والحماية من الحرائق (الإطفاء العسكري) والخدمة الهندسية (على سبيل المثال، إصلاح المدرجات على وجه السرعة).على الرغم من أن إنشاء هذه الخدمة أساسا كان كدعم لسلاح الجو، إلا انها تقدم خبرتها المرغوبة ولكن المحدودة الحجم بانتظام كمساهمة مهمة في عمليات قوات الدفاع الألماني.
- الخدمات التقنية / دائرة التموين : يمكن شمل القوى المساندة لوحدات المهمات في إطار قطاع الخدمات التقنية والتموين في مجال القيادة العامة لسلاح الجو، وهي القوى الضرورية اللازمة لأداء المهام وبالتالي ملحقة بهذه الوحدات. وهذه تشمل، على سبيل المثال، صيانة وإصلاح نظم الأسلحة من قبل المجموعات التقنية على مستوى الوحدات.
- دائرة القيادة:

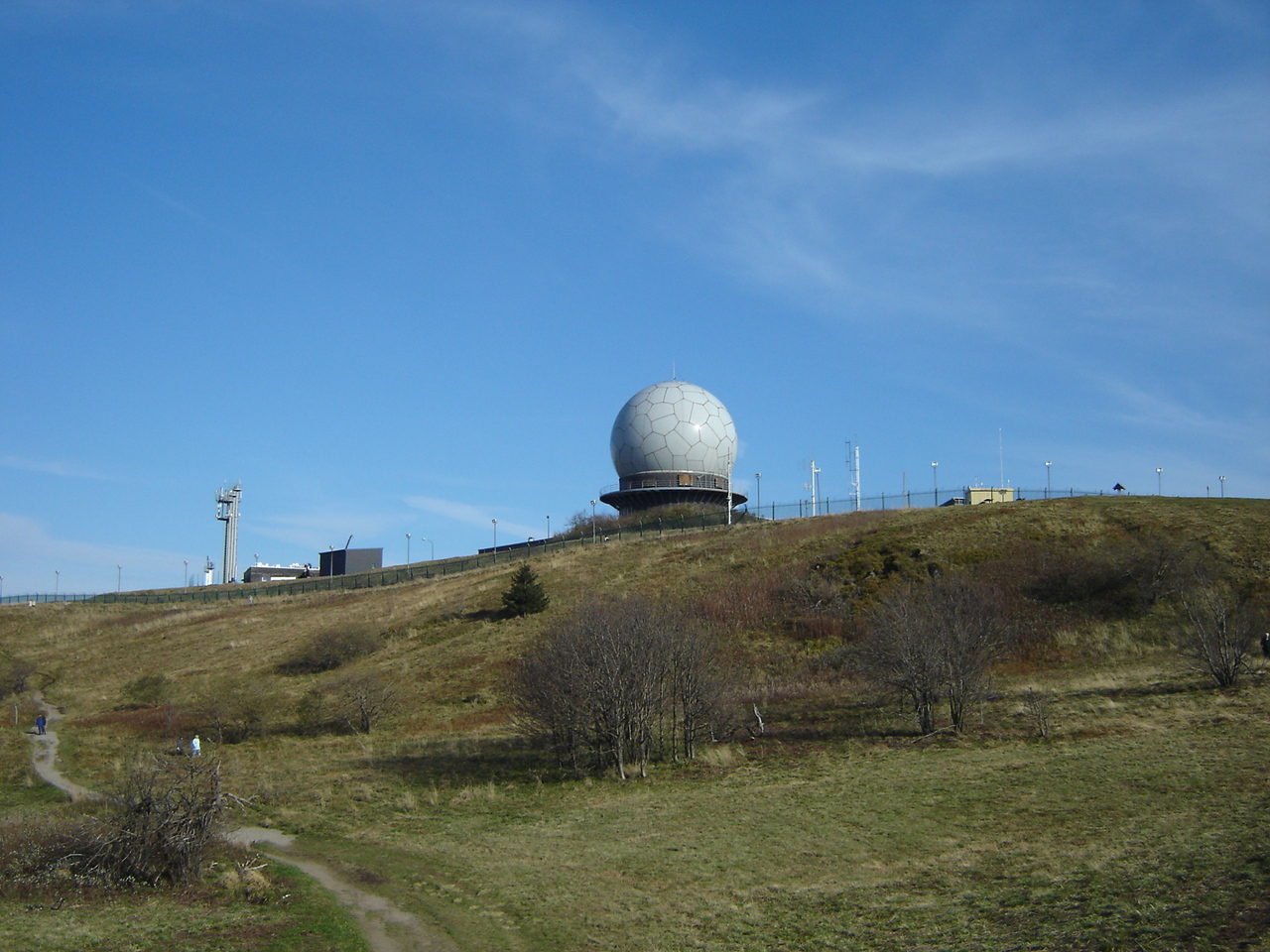
مرصد رادار على جبل قبة الماء

- - تهيء وسائط الاتصالات التكنولوجية الخاصة بسلاح الجو لغرف العمليات والوحدات والوحدات العاملة. وتنسق عند الحاجة الدعم من القواعد العسكرية.
  - تهيء متخصصي الاستطلاع والحرب الالكترونية.
  - وتساهم في تأمين الحركة الجوية على الصعيدين المحلي والإقليمي.
  - ترصد المجال الجوي من خلال فرع قيادة العمليات، طيلة سبعة أيام في الأسبوع وعلى مدار الساعة، تحت قيادة غرفة عمليات تابعة لحلف شمال الأطلسي، أو مركز القيادة القومي للدفاع الجوي عبر معدات الرادار التابعة لها و/ أو عبر تلقي بيانات من خدمات مدنية. واستنادا لهذه المعلومات يمكن اعلان حالة تأهب قصوى إلى طائرات الاعتراض من أجل اعتراض طائرات وتحديد هويتها أو توجيه نظم صواريخ الدفاع الجوي نحو الأهداف. ومن خلال نشر العناصر الجوالة يمكن تحقيق هذه المقدرة أيضا في ساحة العمليات.

## الموظفون

### جنود
لدى سلاح الجو من الموظفين ما يقرب من 45,000 جندي، ولذا فإنه في المرتبة الثانية من حيث التعداد بعد القوات البرية. جميع المسارات والمهام، وبالتالي (على سبيل المثال) قيادة الطائرات المقاتلة متاحة أيضا أمام المجندات.
غالبا ما تتطلب الدرجة العالية من المكننة في مختلف المجالات تخصصا وتدريبا فنيا معقدا، لذلك فإن نسبة الضباط وضباط الصف المتخصصون في سلاح الجو بالذات عالية جدا.

### موظفون مدنيون
عدد الموظفين المدنيين سيصل في غضون سنوات قليلة إلى 5,950 من المسؤولين والموظفين. استخدام هذه القوى يتم بأعداد كبيرة على سبيل المثال في مجالات الصيانة والإطفاء. الموظفون المدنيون له ميزة ايجابية بالمقارنة مع العسكريين، حيث انهم أكثر تواجدا في اطار (العمل الفني التخصصي) في كل مجال على حدة. فعلى عكس الجندي، تنتفي الحاجة لدى المدني للقيام بالعديد من التدريبات العسكرية الخاصة أو التعليم المهني والتقني المتخصص بالعمل العسكري بما يترتب عليه من اوقات غياب مرتفعة.

### رتب / زي
أوصاف الرتب العسكرية متطابقة مع تلك الخاصة بفرع القوات المسلحة البري.
الزي الميداني في سلاح الجو والجيش البري متطابقة أساسا. تستخدم أجنحة منمقة على شارات الرتب العسكرية بدلا من الشرائط الملونة المعتادة لدى الجيش، للتمييز بين القوات البرية وسلاح الجو.
الزي الخاص بسلاح الجو كحلي مع قلادة مرايا ذهبية اللون. أما القبعة فهي زرقاء اللون. إلا أن قبعات قوات حماية المنشأت تكون زرقاء داكنة.

## تجهيزات

### نظم الأسلحة / المعدات الرئيسية

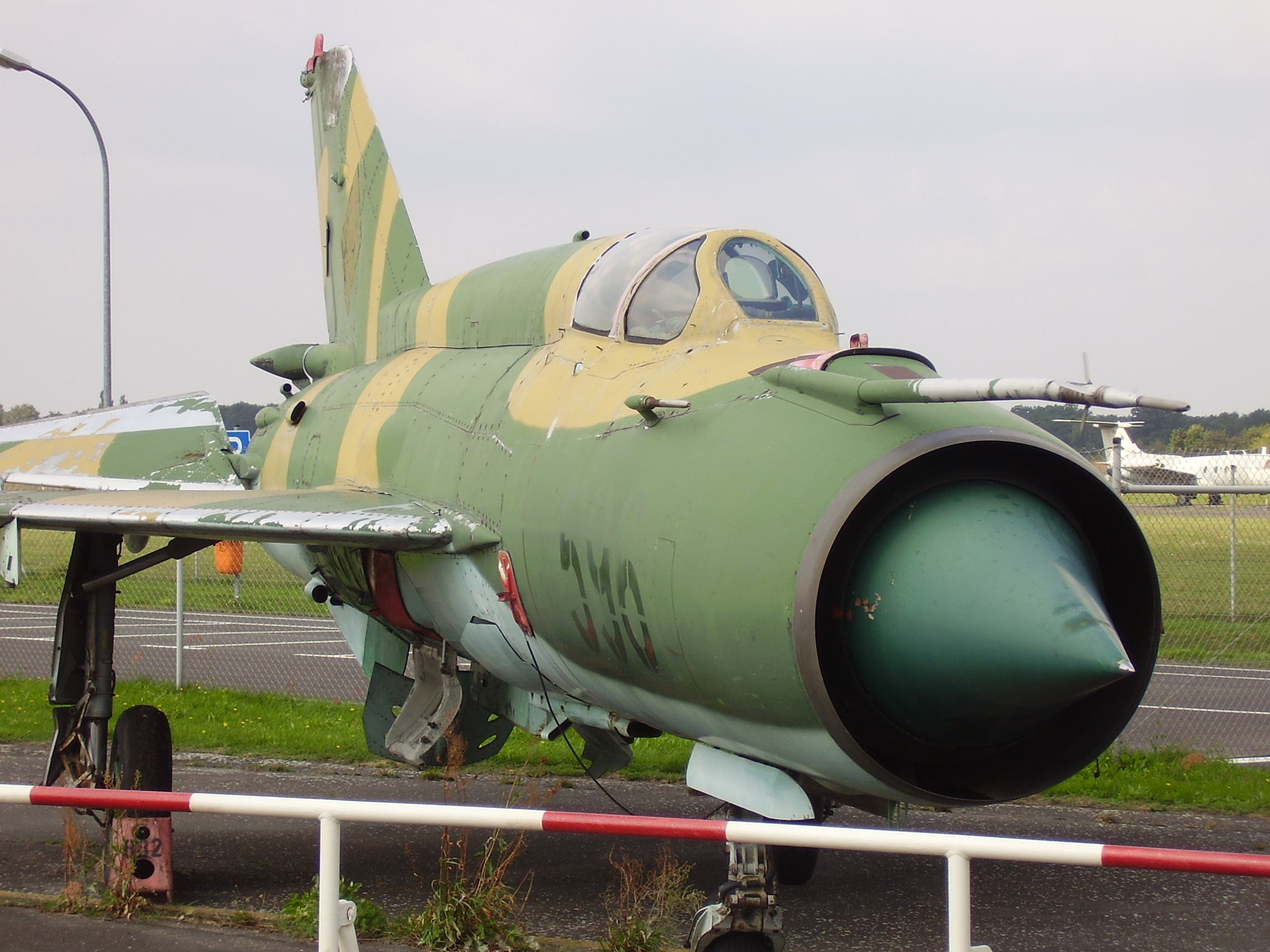
مقاتلة ميج 21 بمتحف سلاح الجو في برلين.

يستخدم سلاح الجو منذ تأسيسه بصورة رئيسية معدات طورت غالباً عبر تعاون دولي أو مشتراه من دول الناتو أو تم تصنيعها في ألمانيا بترخيص. ويوجد عدد كبير من الطائرات التاريخية في المتحف الخاص بسلاح الجو في برلين-غاتوف.
المعدات الرئيسية المستخدمة في سلاح الجو حاليا تشمل:
- العديد من أجهزة الرادار الكبرى في الخدمة، مصنعة من مختلف الشركات.
- نظام باتريوت للأسلحة لدى تشكيلات الدفاع الجوي.
- طائرات:
  - سيسنا ت-37 (Cessna T-37) ونورثتروب تي-38 (Northrop T-38) كطائرات للتدريب على قيادة النفاثات.
  - ترانسال سي-160 (Transall C-160) وبيل يو إتش-1 (Bell UH-1) وإيرباص إيه 310 وتشالنجر 600 (Challenger 600) وايروسباتيال إيه إس 332 (Aérospatiale AS 332) في مجال النقل الجوي.
  - إف - 4 فانتوم ويوروفايتر كطائرات اعتراض.
  - تورنادو كطائرة استطلاع وقاذفة هجومية.

### مشاريع التحديث

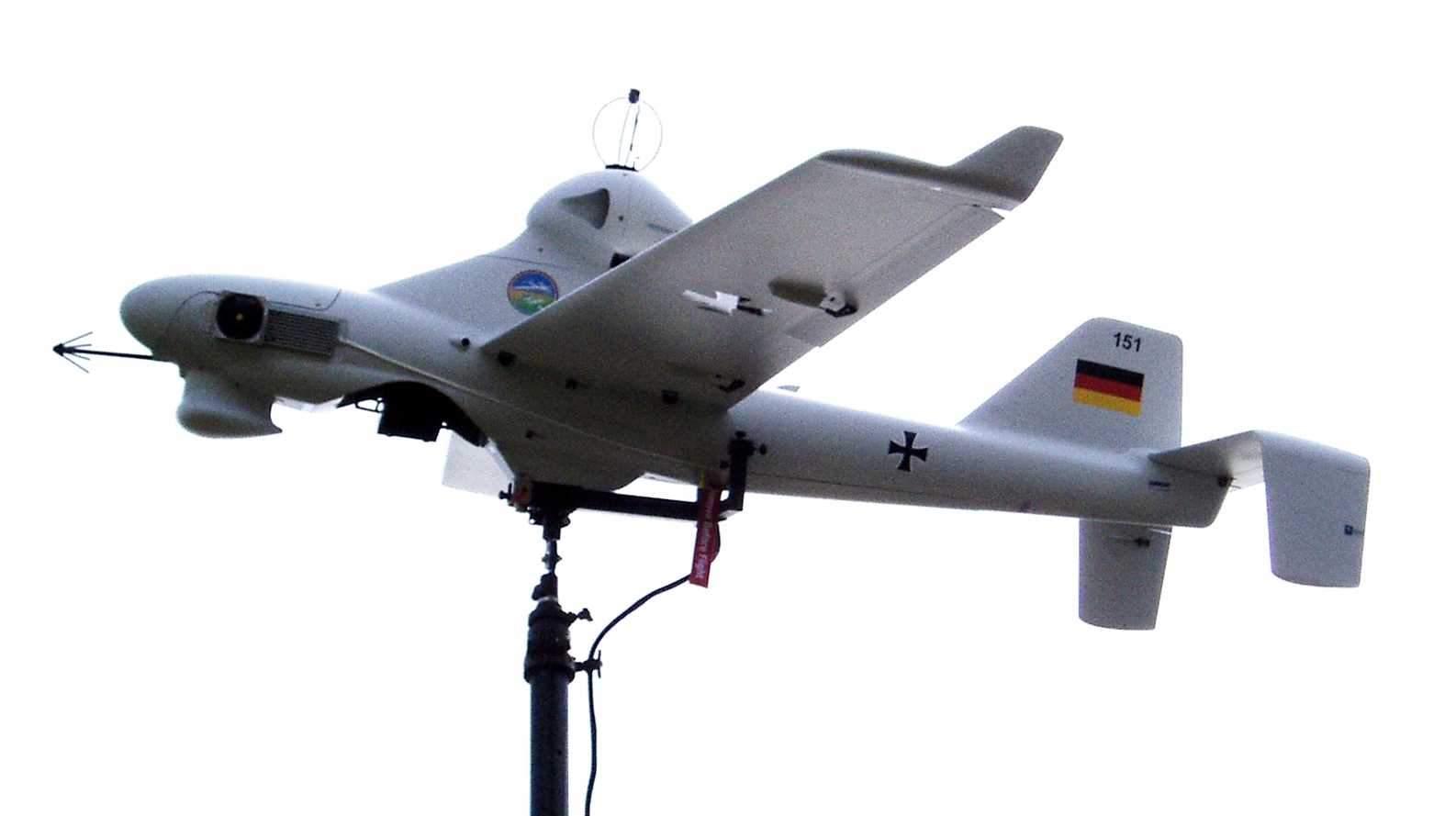
طائرة استطلاع بدون طيار لونا (Luna).

إلى جانب العديد من التدابير لتحسين القدرة التشغيلية هناك مشاريع ذات أكبر قدر من الاهتمام في الوقت الحاضر:
- إدخال اليوروفايتر في دور متعدد القدرة كي يكون بديلا لفانتوم إف 4F، فضلا عن أجزاء من اسطول تورنادو.
- استبدال سي 160 ترانسال بإيرباص A400M
- بناء القدرات لتحسين التزود بالوقود جوا من قبل طائرات ايرباص A310 MRT للنسخة A310 MRTT
- ادخال طائرات جديدة في خدمة السفريات BMVg (ايرباص A340 - 300، وطائرة ايرباص A319CJ بومباردييه غلوبال 5000)
- إدخال مروحية النقل NH90 للخدمة
- إدخال طائرة استطلاع من دون طيار إلى الخدمة
- المشاركة في تطوير منظومة صواريخ الدفاع الجوي Medium Extended Air Defense System - MEADS

### قواعد جوية
إجمالاً لسلاح الجو حالياً 10 قواعد جوية عسكرية نشطة وثلاث مطارات مدنية يستخدمها سلاح الجو جزئياً

## شارات

الصليب الحديدي

- الشعار الوطني: تقرر اعلان الصليب الحديدي شعار وطنيا للطائرات القتالية والمركبات التابعة للقوات المسلحة عام 1956 من قبل الرئيس الاتحادي الأسبق تيودور هويس.[8] يرسم على الطائرات علم ألمانيا أيضا.
- شارات تحديد هوية الطائرات: في البدايات كانت علامات الطائرة العسكرية الألمانية تتألف من حرفين، يمكن من ترتيبهما تحديد فرع القوات المسلحة والسرب ومجال العمل، وثلاثة أرقام، تحدد عادة الانتماء، والرقم المتسلسل.[9] منذ عام 1968 تم تعديل النظام نحو استنتاج واحد فقط يتعلق بالنوع والرقم التسلسلي للطائرة.[10] يستخدم لهذا الغرض زوج مؤلف كل من أحدهما من رقمين، ويفصل بين الجزئين الصليب الحديد.

## عمليات
يشارك سلاح الجو في جميع البعثات الخارجية للقوات الألمانية المسلحة. يقع العبء الرئيس على وحدات النقل الجوي والسفريات BMVg لنقل أفراد ومعدات الجيش الألماني والدول الصديقة، وتوفير القدرة على اخلاء الجرحى. غير أن قوات حماية المنشآت ممثلة في جميع مجالات العمليات تقريبا.
وعلاوة على ذلك، عملت قوات سلاح الجو، وتعمل في إطار إمكانياتها التالية:

### دفاع جوي
- تأمين السيادة الجوية فوق ألمانيا هي مهمة استمرارية لسلاح الجو. تقوم وحدات قيادة المهمات بحراسة المجال الجوي، وذلك بالتعاون مع الدول المجاورة وهيئات المراقبة المدنية. فتقوم بالتبليغ عن سلوك شاذ أو غير عادي لطائرة ما إلى غرفة عمليات مسؤولة تقرر بعدها كيفية المضي قدما. هنالك طائرتا اعتراض في فيتموند في الشمال وطائرتين في نويبورغ على الدانوب في الجنوب في حالة تأهب عالية متاحة على مدار الساعة، وسبعة أيام في الأسبوع، من أجل فحص أكثر دقة.[11] هذه المقاتلات يمكن استخدامها أيضا كدعم في الحالات الجوية الطارئة.
- في اطار الاشراف على المجال الجوي لحلف شمال الأطلسي تم اشراك اسراب اعتراضية ألمانية وجنود ألمان من خدمات قيادة المهمات تمركزوا في لتوانيا عامي 2004 و 2008 للقيام بعمليت الدورية فوق البلطيق (استونيا ولاتفيا وليتوانيا)، ومتمركزة في ليتوانيا. مهمة أخرى من هذا النوع مخطط لها لعام 2009.

### نقل جوي
- عملت وحدات النقل الجوي لسلاح الجو عبر طائرات النقل والمروحيات التابعة لها منذ عام 1960 مرارا في سياق العديد من مهمات المساعدات الإنسانية للإغاثة في حالات الكوارث، إلى ما يقرب من جميع أنحاء العالم (على سبيل المثال، عام 1960 في المغرب، وإيران عام 1962، وموريتانيا 1965، والجزائر عامي 1965 و 1969، تونس 1969، إقليم الساحل في أفريقيا 1973، 1984 إثيوبيا، وأرمينيا 1988، وروسيا 1990، العراق 1991، والصومال 1992، 1992 - 1996 في البوسنة والهرسك، 1994 رواندا، والسودان 1998، 1999 أستراليا، وموزامبيق 2000).
- تقدم جهود النقل الجوي أيضا في اطار المساعدات الحكومية الداخلية والدعم المباشر للمواطنين الألمان. هنا تقدم المروحيات على الأخص، مساهمات قيمة، إلى جانب المهمة الدائمة للإغائة SAR (كما في عام 1962 لدى ضرب العواصف والفيضانات لشمال ألمانيا، وعام 1979 لدى العاصفة الثلجية في شمال ألمانيا، والمساعدة في فيضانات 1995/1997/2002/2006). كما تقوم الطائرات الضخمة بالمشاركة في العمليات. فقد ساهمت الترانس آل سي 160 في السنوات 1975 و 1976 و 1983 في عمليات إخماد حرائق الغابات في ولاية سكسونيا السفلى، ودعمت خدمة السفريات BMVg عمليات إجلاء (على سبيل المثال، في عام 1998 في اريتريا)، وأخلت، في جملة أمور، ضحايا كارثة تسونامي في عام 2004 إلى الوطن.

### استطلاع
- ضمن إطار المساعدة الحكومية الداخلية ساعدت سرية الاستطلاع 51، على سبيل المثال، السلطات في البحث عن المفقودين، عن المقابر الجماعية من الحرب العالمية الثانية، أو لتقديم الدعم في حالات الكوارث (كما في عام 2002 بعد اصطدام طائرتين فوق أوبرلنغن في جنوب ألمانيا و 1995 و 2006 أثناء كوارث الفيضانات).تعرض سلاح الجو للانتقاد في سياق المساعدة الحكومية الداخلية التي قدمها أثناء قمة الثمانية G8 في هيليجندام، ألمانيا، 2007.[12][13]
- كانت طائرات استطلاع تورنادو لسلاح الجو في الفترة من 1995 إلى 2001 متمركزة فيبياتشنسا(إيطاليا), بداية لدعم قوة الأمم المتحدة UNPROFOR في سنة 1995، وقوة IFOR في سنتي 1995/1996 والقوة SFOR بين سنتي 1996-1999 وفي حرب كوسوفا وعملية القوات الحليفة في سنة 1999 وقوة KFOR بين سنتي 1999-2001.
- في 9 آذار 2007 قرر البوندستاج الموافقة على نشر ستة طائرات استطلاع من طراز تورنادو في اطار مهمة ايساف ISAF في مزار شريف في أفغانستان. وقد مددت هذه الولاية في 16 أكتوبر 2008 مبدئيا حتى 13 كانون الأول / ديسمبر 2009.[14][15]

### عمليات قتالية
- تم في عام 1991 خلال حرب الخليج، نقل ثمانية عشر قاذفة مقاتلة من نوع ألفا جيت من سرب القاذفات المقاتلة 43 نحو إرهاج (تركيا) كجزء من القوات المتنقلة لتأمين الاطراف الجنوبية لحلف شمال الأطلسي ضد هجمات محتملة من العراق. وبالإضافة إلى ذلك، نقلت وحدات FlaRak 36 و FlaRakGrp 42 نحو ديار بكر وإرهاج لتعزيز الدفاع الجوي ضمن عملية الناتو Ace Guard. أدى ذلك إلى مناقشات ساخنة بشأن السماح بمثل هذه العمليات الخارجية، ثم لتوضيح من قبل المحكمة الدستورية الاتحادية في 12 تموز 1994.[16]
- كلفت مقاتلات تورنادو مقاتلة مجهزة بأدوات التشويش الإلكتروني من سرب القاذفات المقاتلة 32 بتعطيل الدفاع الجوي اليوغوسلافي في 1995 إبان عملية القوة المتعمدة Operation Deliberate Force لحماية قوات الأمم المتحدة UNPROFOR ولدعم عملية قوة الحلفاء Operation Allied Force عام 1999، خلال حرب كوسوفو ضد يوغوسلافيا السابقة.

## تاريخ

### سنوات التأسيس - أول هيكلية لسلاح الجو

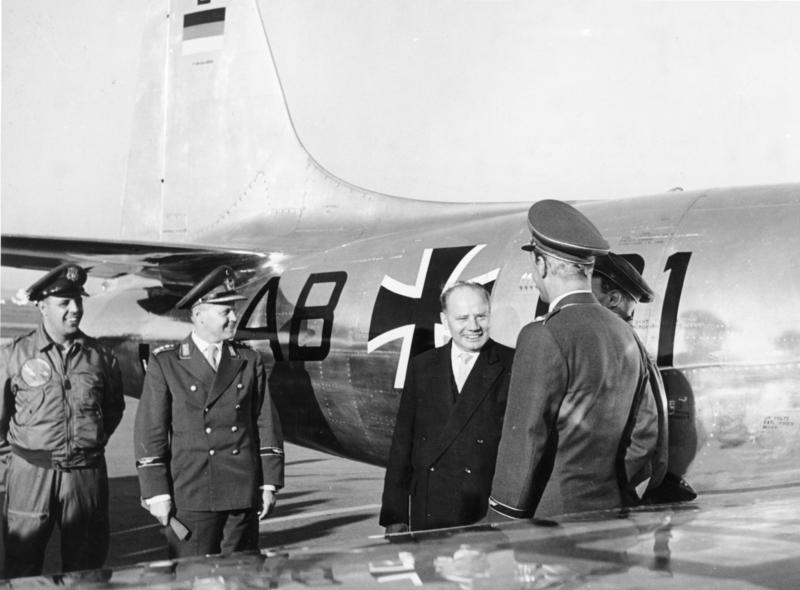
وزير الدفاع بلانك في زيارة لسلاح الجو لاستقبال أول مقاتلة نفاثة

تلقى قدماء المحاربين والمجندون الجدد في كانون الثاني 1956 في كلية سلاح الجو في نورفنيخ شهادات تعيينهم كأول متطوعين من يد تيودور بلانك رئيس الهيئة السابقة لوزارة الدفاع الإتحادية. في ذلك العام، أنشأت العديد من الإدارات واستلم سلاح الجو أول طائرته. التحدي الكبير تمثل بتعويض عدم وجود الخبرة في بناء سلاح جو حديث. في عشر سنوات مضين منذ انتهاء الحرب العالمية الثانية تبدلت أساسيات القيادة والامدادات اللوجستية للقوات الجوية، بسبب التوسع في استخدام الطائرات النفاثة وأنظمة الدفاع الجوي الصاروخية في المقام الأول، والتركيز على استخدام الأسلحة النووية.
كانت قيادة قوات سلاح الجو في البداية تمارس من قبل مجموعتي سلاح الجو، الشمالية والجنوبية، اللتين شكلتا تماشيا مع هيكلية منظمة حلف شمال الأطلسي، لتتعاونا مع القوة الجوية التكتيكية المتحالفة Allied Tactical Air Force، ATAF، الثانية ذات الهيمنة البريطانية، والرابعة ذات الهيمنة الأمريكية، واللتان تتضمن مسؤوليات كل منهما المجال الشمالي أو الجنوبي لخط افتراضي يصل مدينتي آخن وكاسل. سلطة سلاح الجو العامة، التي سميت لاحقا سلطة سلاح الجو، كانت مسؤولة عن المهام المركزية.
بدأ نمو قطاعات الخدمات في سلاح الجو عام 1957. فانتقلت وحدات من الدفاع الجوي التابع للجيش في ريندسبورغ إلى مسؤولية سلاح الجو، وأنشأت منها وحدة الدفاع الجوي (صواريخ) لسلاح الجو، كان سرب النقل الجوي 61 في إردينغن أول وحدة طائرة لسلاح الجو في حين كان سرب القاذفات المقاتلة 31 في بوخل أول وحدة مقاتلة. سنة 1958 بدأت ملامح سلاح الجو بالتشكل مع إنشاء المجموعة الصاروخية 11 في كاوف بويرن، مع صواريخ كروز تكتيكية من طراز ماتادور 1958 محملة برؤوس نووية، وسرب الأعتراض 71 في آلهورن مع المقاتلات كنادير إف-86 سابر.
عندما تدرب أوائل الطيارين عام 1960 على لوكهيد من طراز اف 104 وجرى ادخال أول طائرات من هذا النوع في الخدمة، بدأ عهد القوات المسلحة مع ستارفايتر، التي شغلت في عام 1966 السياسة والرأي العام في اطار ما عرف بأزمة ستارفايتر، وانتهت أخيراً في عام 1991 مع «آخر رحلة» في منخينغ.

### أول إعادة تصنيف رئيسية - ثاني هيكلية لسلاح الجو
أعيد في عام 1963 تصنيف سلاح الجو للمرة الأولى. فألحقت شعبتين بكل من قيادة مجموعات الشمال وقيادة مجموعات الجنوب بالإضافة لشعبة مساندة واحدة لكل منهما أيضا. أدى القلق من أن يؤدي هجوم لحلف وارسو لقطع لاتصال بالوحدات الشمالة وخاصة في شليسفيغ-هولشتاين، إلى إنشاء الشعبة السابعة لسلاح الجو. التي أصبحت بفضل اتساع نطاق عمل الوحدات التابعة لها في الواقع نسخة مصغرة من سلاح الجو.
بُدء في سنة 1966 تدريب أفراد سلاح الجة في الولايات المتحدة. أنشئت قيادة سلاح الجو الألماني للتدريب في الولايات المتحدة وكندا في فورت بليس في إل باسو، بولاية تكساس، وأصبحت في وقت لاحق، قيادة سلاح الجو الألماني في الولايات المتحدة الأمريكية وكندا، ونقلت مدرسة القوات الصاروخية لتدريب أفراد قوات الدفاع الجوي الصاروخي إلى إل باسو. كذلك أصبح التدريب على الطيران يتم بصورة كبيرة في الولايات المتحدة.

### الاستعداد للسنوات ال 20 القادمة - ثالث هيكلية لسلاح الجو
مثل عام 1967 بداية متجددة لإعادة تصنيف سلاح الجو استمرت حتى عام 1970. إذ تقرر أن تركز قيادة وحدات العمليات في يد قيادة الاسطول الجوي الذي أنشء بداية من عام 1970. حُلت مجموعتا سلاح الجو الشمالية والجنوبية وشكلت أربع شعبات جوية خالصة للهجوم والدفاع الجوي كل على حدة. ثم ألحقت بسلطة سلاح الجو، كل من قيادة النقل الجوي مع أسراب النقل الجوي، قيادة عمليات سلاح الجو مع أفواج خدمات الإتصالات السلكية واللاسلكية، دائرة إدارة الرادار والاستطلاع الإلكترونية والاتصالات السلكية واللاسلكية، وقيادة سلاح الجو للتدريب مع المعاهد وأفواج التدريب. كما أنشئت قيادة سلاح الجو للإسناد، بما في ذلك الصيانة والتصليح والتدريب. منذ نهايات ستينات القرن العشرين ولغاية ثمانيناته، أدخلت مختلف أنواع أنظمة الأسلحة في سلاح الجو. منها ما لا يزال حتى الآن في المخزون. في عام 1968 أستُلمت أول ترانس أل سي - 160، وفي عام 1974 تم بداية بسرب الأعتراض 71، التحول لماكدونيل دوغلاس إف 4F فانتوم الثانية، كما أنطلقت أول رحلة لتورنادو، التي أدخلت إلى الخدمة بدءاً من عام 1981. فحلّت الطائرتان محل الطائرات من طراز اف 104. في عام 1978 دخلت ألفا جت الخدمة وفي عام 1985 بدأ التخطيط لمشروع، «صياد 90»، الذي صب بعد عقود في المقاتلة يوروفايتر.
كذلك استلمت قوات الدفاع الجوي الصاروخية نظماً جديدة من الأسلحة. وهكذا أخرجت منظومة نايكي هيركوليس Nike Hercules
من الخدمة وأدخلت أولى منظومات باتريوت في عام 1986، وأولى منظومات رولاند في عام 1987 إلى الخدمة.

### دمج القوتين الجويتين الالمانيتين - رابع هيكلية لسلاح الجو
مع قيام الوحدة في عام 1990، واجه سلاح الجو - كما فرعي القوات المسلحة الآخرين - تحديات هائلة. إذ توجب دمج جنود الجيش الشعبي الوطني (NVA) للجمهورية الألمانية الديمقراطية - على خلفية التهديد والوضع المالي المتغيران - في نفس الوقت مع خفض القوى العاملة ونظم الأسلحة وتحت ضغط الوقت.
حصل الجنود السابقين لجيش الشعب على دورات مختلفة في جميع أنحاء ألمانيا لتحضيرهم للانضمام إلى الخدمة في سلاح الجو. تمركزت الشعبة الخامسة في سلاح الجو في إغرسدورف من أجل دعم عملية حل القوات الجوية والدفاع الجوي السابقين، واستلام، أو تسليم، البنية التحتية ونظم الأسلحة، فضلا عن دمج الولايات الشرقية في ألمانيا في الدفاع الجوي الألماني ومساندة منظمة حلف شمال الأطلسي. ومن ثم نقلت عام 1994 إلى برلين_غاتو وأعيد تسميتها لتصبح الشعبة الثالثة لسلاح الجو. في عام 1995 ولي حلف شمال الأطلسي رسميا أمر وحدات سلاح الجو في الولايات الاتحادية الجديدة.
شكل تنفيذ الهيكلية الرابعة لسلاح الجو تغييراً هاماً للوحدات العاملة في الولايات الغربية.
مع انتهاء العمل بنظام بيرشينج للأسلحة ألغي قطاع من خدمات سلاح الجو، ومع انتهاء خدمة مقاتلات ألفا جت (حتى 1997)، حُلّت ثلاثة أسراب قاذفة.

### الانتقال إلى الحاضر - خامس هيكلية لسلاح الجو
تعرض سلاح الجو في إطار تنفيذ إعادة الهيكلية الخامسة ابتداء من عام 2001 لتحولات كبيرة. تميزت هذه المرحلة بالمركزية والإقليمية. فمع حل قيادة أركان سلاح الجو في الشمال والجنوب، استلمت شعب سلاح الجو المزيد من المسؤولية من جديد. فقد ألحقت بهم الوحدات المقاتلة بشكل أسس لسياق إقليمي أكبر. رسخت المركزية في العديد من مجالات إسناد العمليات ونقلت من مسؤولية سلاح الجو إلى مجالات التنظيم التابعة للقوات المسلحة والتي أنشئت حديثا وكذلك لقطاع الخدمات الطبية المركزي.
بدأ في عام 2004 عصر جديد لسلاح الجو عندما بدأ سرب الاعتراض 73 بالتدريب على اليوروفايتر، التي ستحل محل المقاتلات من طراز ميج 29 وفانتوم إف 4F.

### اليوم - سادس هيكلية لسلاح الجو
بدأ سلاح الجو عام 2005، حتى قبل الانتهاء من جميع التدابير التي اتخذتها القوات الجوية لتنفيذ الهيكلية الخامسة، بالشروع بإعادة الهيكلية السادسة، وخاصة بتخفيض عدد الموظفين وهي العملية التي لم تنته بعد.

## وصلات خارجية
- الموقع الرسمي لسلاح الجو الإتحادي الألماني